# نظارة مصطفى رياض باشا الثالثة
نظارة مصطفى رياض باشا الثالثة هي النظارة السادسة عشر في مصر، صدر الأمر العالي بتشكيلها في 19 يناير 1893.

## أعضاء الحكومة
| النظارة               | الناظر                                                    | تعديل يناير 1893                                                         |
| --------------------- | --------------------------------------------------------- | ------------------------------------------------------------------------ |
| رئيس مجلس النظار      | مصطفى رياض باشا                                           |                                                                          |
| ناظر الداخلية         | مصطفى رياض باشا (بالإضافة إلى منصبه رئيسًا لمجلس النظار)   |                                                                          |
| ناظر المالية          | بطرس غالي باشا                                            |                                                                          |
| ناظر الخارجية         | تكران باشا                                                |                                                                          |
| ناظر الحربية والبحرية | يوسف شهدي باشا                                            |                                                                          |
| ناظر الحقانية         | أحمد مظلوم باشا                                           |                                                                          |
| ناظر الأشغال العمومية | محمد زكي باشا                                             |                                                                          |
| ناظر المعارف العمومية | محمد زكي باشا (بالإضافة إلى منصبه ناظرًا للأشغال العمومية) | مصطفى رياض باشا (بالإضافة إلى منصبيه رئيسًا لمجلس النظار وناظرًا للداخلية) |

## تعديلات
- في يناير 1893 تولى رئيس النظار مصطفى رياض باشا وزارة المعارف بنفسه.[3]

## وصلات داخلية
- قائمة رؤساء مجلس وزراء مصر